# Стружка

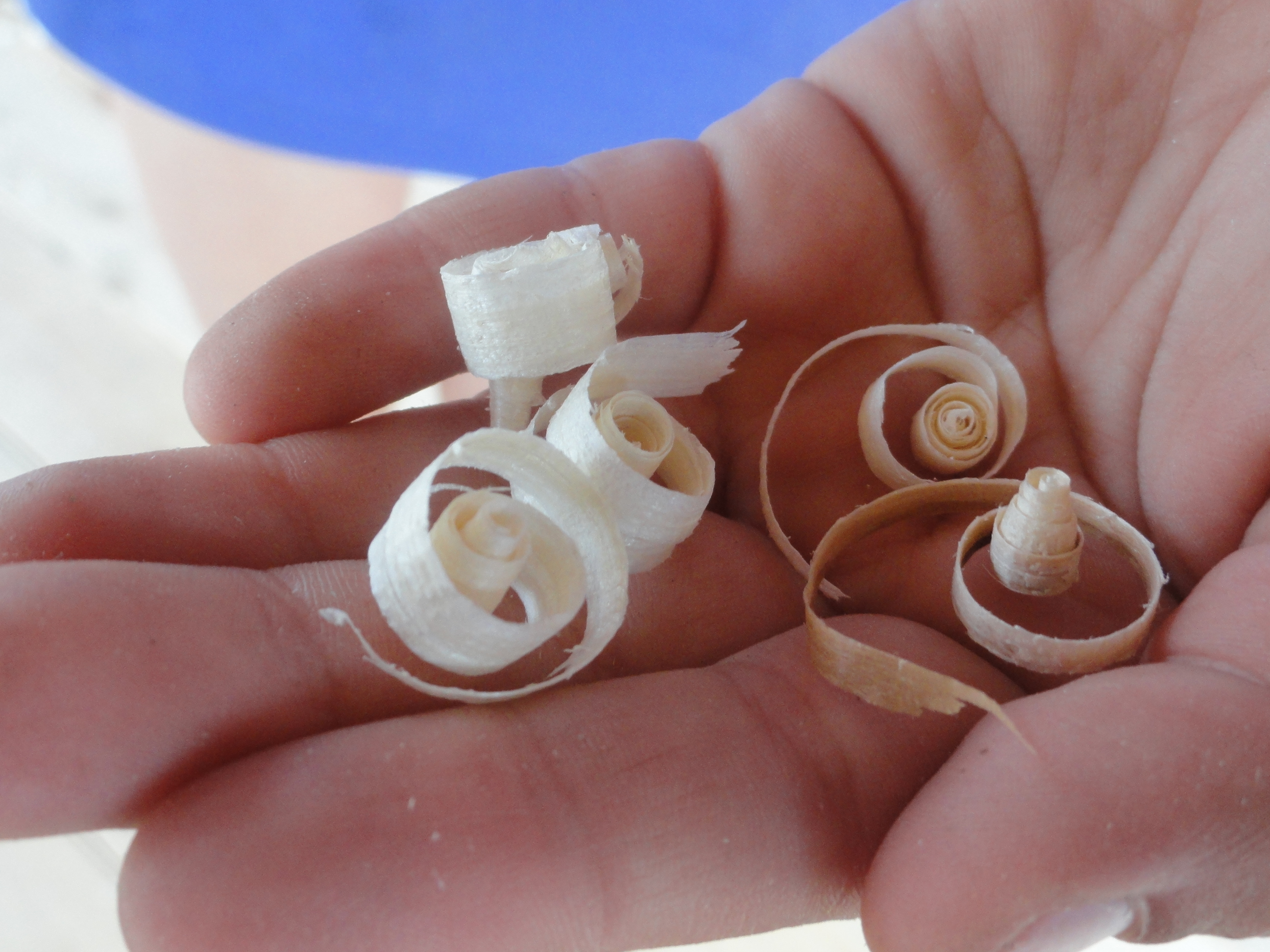
Деревна стружка

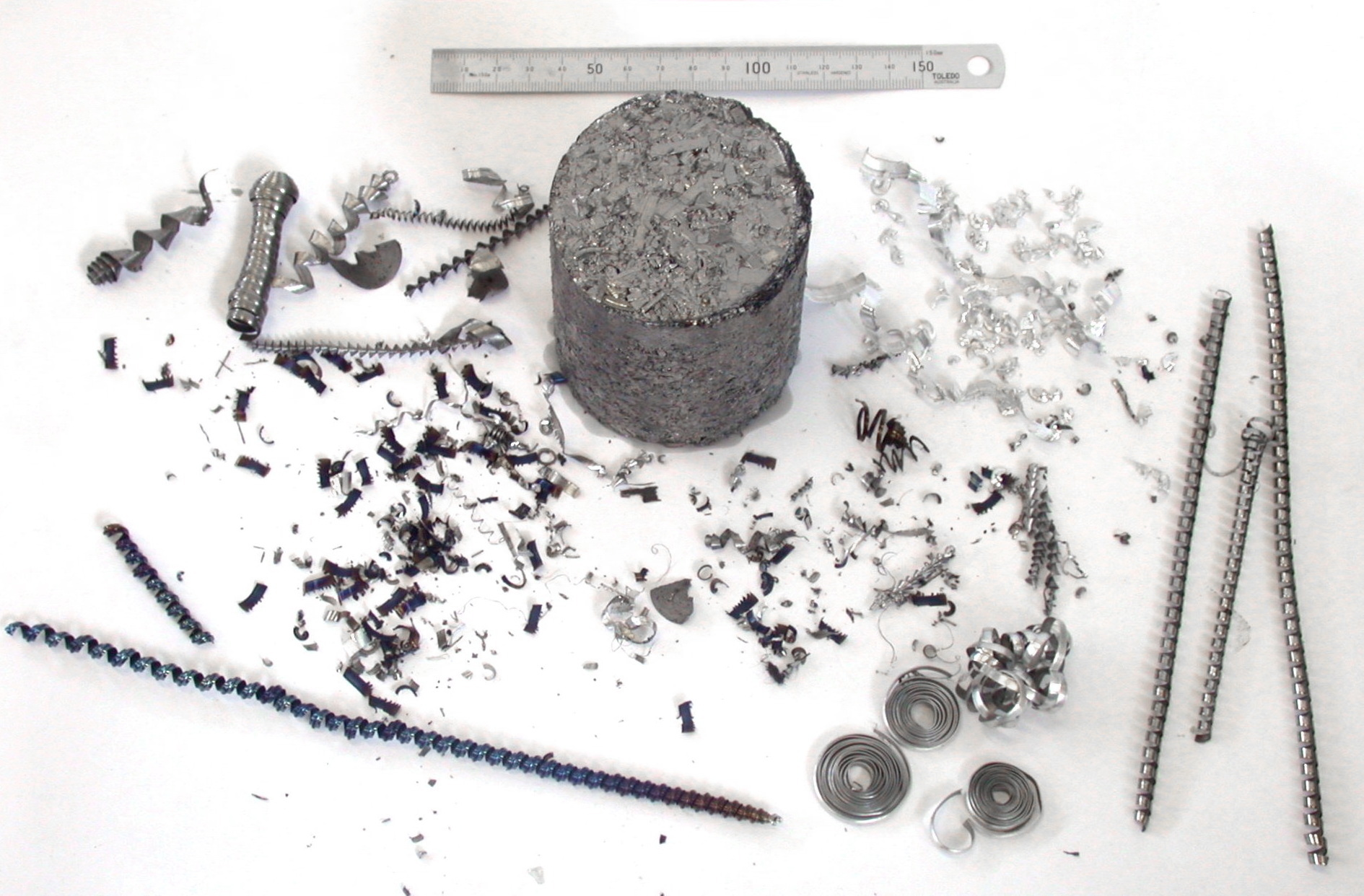
Приклади металевої стружки, в тому числі блок пресованої стружки

Стру́жка, інколи остру́жок — деформований та відділений в результаті оброблення різанням поверхневий шар матеріалу заготовки.
Основні види стружок були класифіковані проф. І. А. Тіме. Незважаючи на велике їх різноманіття, типовими є три види: стружка надлому, відколювання, зливна.
Стружка надлому — стружка у вигляді окремих дрібних кусочків неправильної форми утворюється переважно під час оброби крихких металів (чавуну, бронзи) і неметалевих матеріалів (мармуру, скла, каміння і т.ін.). Стружка надлому складається з окремих дрібних елементів, які дуже слабо пов'язані між собою.
Стружка відколювання (стружка східчаста) утворюється під час обробки твердих і середньої твердості металів на великих подачах, з малими швидкостями різання і з малим переднім кутом інструмента. Зовні вона відрізняється від стружки надлому тим, що її елементи на деякій довжині поєднані між собою у вигляді стрічки з шорсткою зовнішньою поверхнею й рівнішою нижньою поверхнею.
Зливна стружка — стружка у вигляді стрічки, яка завивається у спіраль, отримана в процесі оброблення пластичних металів (м'якої сталі, алюмінію) на малих подачах, з великими швидкостями різання із великим переднім кутом різального інструмента. Зливна стружка має верхній бік матового кольору із великою кількістю дрібних зубців, а нижня має гладкий і блискучий вигляд.
Тип стружки може змінюватися при обробці того чи іншого матеріалу залежно від швидкості різання та інших фкторів. Під час процесу різання найбільше нагрівається стружка.